# Plattnerita
La plattnerita es un mineral de la clase de los minerales óxidos. Es un óxido simple anhidro de plomo (IV) de fórmula química PbO2.
Fue descubierto en 1845 en las minas de plomo de Leadhills en el condado de Lanarkshire (Escocia, Reino Unido), siendo nombrada así en honor del alemán Karl Friedrich Plattner (1800-1858), profesor de metalurgia de la Universidad de Freiberg.

## Propiedades
La plattnerita tiene color negro azabache, negro hierro o negro parduzco, con un aspecto subtranslúcido u opaco. Muestra un brillo adamantino o metálico, que se vuelve apagado después de su exposición.
De dureza 5,5 en la escala de Mohs, es un mineral denso (entre 8,5 y 9,63 g/cm³). Es quebradizo y no presenta exfoliación.
Cristaliza en el sistema tetragonal, clase ditetragonal dipiramidal.
Es dimorfo con la scrutinyita, de igual fórmula química pero que cristaliza en el sistema cristalino ortorrómbico.
Es miembro del llamado «grupo del rutilo», óxidos de fórmula M4+O2 que cristalizan en el sistema tetragonal; además del rutilo, otros miembros conocidos de este grupo son pirolusita y casiterita.

## Morfología y formación

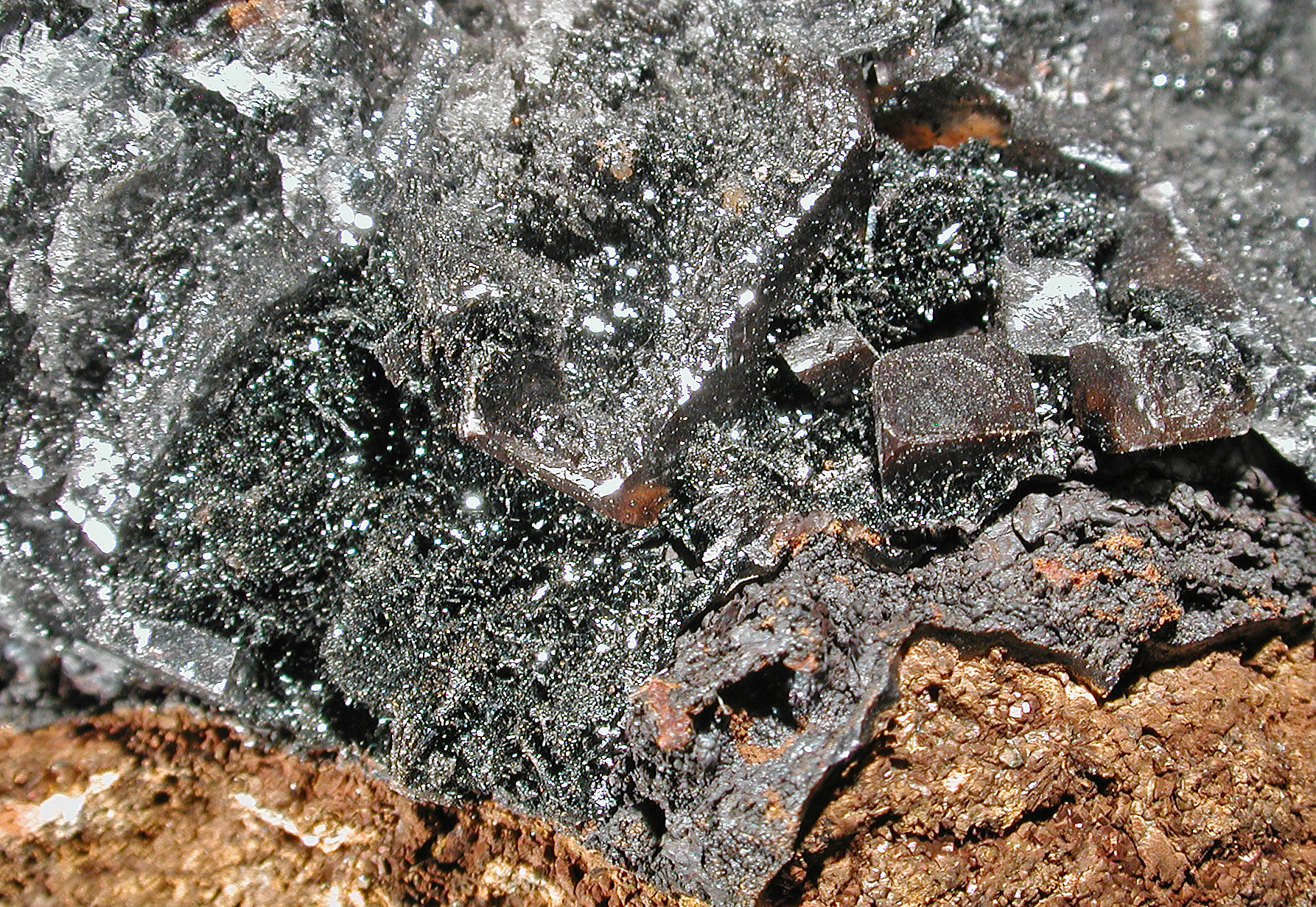
Plattnerita especular negra sobre calcita, del quinto nivel de la Mina Southwest, Bisbee, Arizona. De Dave Shannon, alrededor de 1997. Muestra y fotografía de K. Nash.

Frecuentemente la plattnerita se presenta en forma de cristales prismáticos de acuerdo a [001]. También puede presentar hábito nodular o botrioidal, fibroso y zonficado concéntricamente, o masivo (cristales indistinguibles que forman grandes masas).
Este mineral aparece en yacimientos de minerales metálicos, formándose por alteración hidrotermal y posteriormente alterado por la meteorización, ya que el plomo se oxida en climas áridos.
Suele encontrarse asociado a minerales como cerusita, smithsonita, hemimorfita, leadhillita, hidrocincita, rosasita, auricalcita, murdoquita, piromorfita, wulfenita, calcita o cuarzo.

## Usos
Puede ser extraída en las minas y usada como mena de plomo, ya que su contenido en este metal supera el 85%.

## Yacimientos
La localidad tipo corresponde a su lugar de descubrimiento, en Leadhills (Escocia); esta antigua área minera es también localidad tipo de otros minerales de plomo como chenita, lanarkita, scotlandita y susannita.
Otros depósitos del Reino Unido se localizan en las colinas de Mendip y Cranmore (Somerset).
En España se puede encontrar plattnerita en el área minera de La Florida, que se extiende por las localidades cántabras de Herrerías, Rionansa y Valdáliga; también en Bellmunt del Priorato (Cataluña) y en  Albuñol (Andalucía).
En el continente americano, hay grandes masas de este mineral en Idaho (Estados Unidos), en concreto en el condado de Shoshone y en Gilmore (condado de Lemhi). En México hay depósitos en la mina Ojuela (Mapimí, Durango) y en la mina de San Antonio (Aquiles Serdán, Chihuahua).